# 이케다 아쓰코
이케다 아쓰코(일본어: 池田 厚子, 1931년 3월 7일 ~ )는 일본의 구 황족이다. 쇼와 천황과 고준 황후 사이의 네번째 자녀이자 넷째 딸로, 원래 이름은 요리노미야 아쓰코 내친왕 (일본어: 順宮厚子内親王)이다. 현 천황 아키히토, 히타치노미야 마사히토의 누나이다. 황족이 아닌 화족집안(오카야마번계 이케다 후작가) 출신인 이케다 다카마사(池田隆政)와 결혼하면서 새 황실전범에 따라 황족에서 이탈하였다.
가쿠슈인에서 여자단기대학까지 다녔다. 주고쿠·시코쿠 일대를 순방하던 중, 오카야마시의 고라쿠엔에서 이케다 다카마사와 만났고, 1952년 여름에 결혼했다. 1960년 남편과 함께 "이케다 동물원"을 공동으로 설립하였고, 1964년에는 훈1등 보관장(寶冠章)을 받았다. 1965년부터 패혈증으로 오랫동안 오카야마의 병원에 입원해 있었으며, 쇼와 천황과 고준 황후가 자주 문병을 위해 행차했다.
일본적십자사 오카야마현 지부 유공회 명예회장을 지냈으며, 언니인 다카쓰카사 가즈코를 대신해 1988년부터 2017년까지 이세 신궁 제주(祭主)를 맡았다.